# Plants vs. Zombies: trasplantado
Plants vs. Zombies: trasplantado (en inglés: Plants vs. Zombies: Replanted) es un próximo videojuego de estrategia de defensa de torres desarrollado por PopCap Games y distribuido y publicado por Electronic Arts. Se trata de una remasterización del clásico de 2009, Plantas contra zombis. Se lanzará en plataformas digitales el 23 de octubre de 2025 y estará disponible para Windows (a través de Steam, Epic Games y la aplicación de Electronic Arts), PlayStation 4, PlayStation 5, Xbox One, Xbox Series X/S, Nintendo Switch y Nintendo Switch 2.
Plants vs. Zombies: trasplantado es una remasterización del del juego clásico. A diferencia del anterior. Este cuenta con un modo multijugador en línea y nuevos niveles.